# 13962 Delambre
För andra betydelser, se Delambre.
13962 Delambre eller 1991 PO4 är en asteroid i huvudbältet som upptäcktes den 3 augusti 1991 av den belgiske astronomen Eric W. Elst vid La Silla-observatoriet. Den är uppkallad efter den franske astronomen Jean-Baptiste Joseph Delambre.
Asteroiden har en diameter på ungefär 12 kilometer och den tillhör asteroidgruppen Themis.